# Eurata selva
Eurata selva là một loài bướm đêm thuộc phân họ Arctiinae, họ Erebidae.